# Song Jong-ho
Song Jong-ho (hangul: 아키라의 남편 , hanja: 宋鍾鎬, RR: Song Jong-ho), es un actor surcoreano.

## Biografía
Estudió en la Universidad Pyeongtaek.

## Carrera
Es miembro de la agencia "Blossom Entertainment".
En 1995 debutó como modelo de pasarela en el desfile de modas de Park Byung-chul. En 1999 dejó de modelar y se convirtió en actor.
En enero del 2007 se unió al elenco de la serie médica Surgeon Bong Dal-hee, donde interpretó al doctor Lee Min-woo, un residente de cirugía cardiotorácica, hasta marzo del mismo año. En junio del 2007 se unió al elenco principal de la serie Golden Bride donde dio vida a Kim Young-min, el esposo de Ok Ji-young (Choi Yeo-jin).
El 2 de diciembre del 2009 se unió al elenco principal de la serie Will It Snow for Christmas?, donde dio vida a Park Tae-joon, el compañero de trabajo de Han Ji-wan (Han Ye-seul).
En 2010 se unió al elenco recurrente de la serie Three Sisters, donde interpretó a Lee Min-woo, un miembro de la familia Lee.
En julio del 2011 se unió al elenco principal de la serie The Princess' Man, donde interpretó a Shin Myeon, el tranquilo y serio oficial de la magistratura de la oficina de la capital, hasta octubre del mismo año.
En 2012 se unió al elenco recurrente de la serie Reply 1997, donde dio vida al maestro Yoon Tae-woong, un genio de la computadora y de buen corazón que se convierte en político.
En el 2013 se unió al elenco principal de la serie The Fugitive of Joseon, donde interpretó al inteligente detective Lee Jung-hwan, un hombre habilidoso con la espada.
Ese mismo año apareció como invitado en la serie The Suspicious Housekeeper donde interpretó al acosador Jang Do-hyung.
El 17 de febrero del 2014 se unió al elenco de la serie The Full Sun (también conocida como "Beyond the Clouds"), donde interpretó a Gong Woo-jin, el prometido de Han Young-won (Han Ji-hye). Ese mismo año apareció como personaje recurrente de la serie Dr. Frost, donde dio vida a Moon Sung-hyun.
En el 2015 apareció en la segunda temporada de la serie Cheo Yong 2 donde dio vida a Nam Hui-jun.
En abril del mismo año interpretó al doctor Chun Baek-kyung en la serie The Girl Who Sees Smells. Poco después en mayo del mismo año se unió al elenco recurrente de la serie Orange Marmalade, donde interpretó al vampiro y maestro Han Yoon-jae, hasta el final de la serie en julio del mismo año.
El 1 de febrero del 2016 se unió al elenco principal de la serie The Promise donde interpretó a Park Hwi-kyung, hasta el final de la serie el 24 de junio del mismo año.
Ese mismo año interpretó a Kim Yi-soo, el padre de Dam Seo (Im Ji-yun) en la serie Jackpot.
El 23 de diciembre del 2017 se unió al elenco recurrente de la serie A Korean Odyssey (también conocida como "Hwayugi"), donde dio vida al político y villano Kang Dae-sung, hasta el final de la serie el 4 de marzo del 2018.
En enero del 2019 se unió al elenco recurrente de la serie Liver or Die, donde dio vida al cirujano Jin Ji-ham, un médico y compañero de Lee Jeong-sang (Jeon Hye-bin) en el hospital.
El 8 de julio del 2020 se unió al elenco principal de la serie Did We Love? (previamente conocida como "Begin Again"), donde interpretó al actor Ryu Jin, hasta el final de la serie el 2 de septiembre del mismo año.

## Filmografía

### Series de televisión
| Año         | Título                                           | Personaje                      | Notas         |
| ----------- | ------------------------------------------------ | ------------------------------ | ------------- |
| 2022        | Love Is for Suckers                              | Kim In-woo                     | [ 12 ]        |
| 2021        | Secret Royal Inspector Joy                       | Jang Ki-wan                    |               |
| 2020        | Did We Love?                                     | Ryu Jin                        | 16 episodios  |
| 2019        | Arthdal Chronicles                               | Yiseuroobeu                    |               |
| 2019        | Liver or Die                                     | Dr. Jin Ji-ham                 |               |
| 2017 - 2018 | A Korean Odyssey                                 | Kang Dae-sung                  | 7 episodios   |
| 2017        | Unni is Alive                                    | Jo Hwan-seung                  |               |
| 2016        | Jackpot                                          | Kim Yi-soo                     | -             |
| 2016        | The Promise                                      | Park Hwi-kyung                 | 102 episodios |
| 2015        | Cheo Yong 2                                      | Nam Hui-jun                    |               |
| 2015        | All About My Mom                                 | Yoon Sang-hyuk                 |               |
| 2015        | Orange Marmalade                                 | Han Yoon-jae / Jae-hee         | 12 episodios  |
| 2015        | The Girl Who Sees Smells                         | Dr. Chun Baek-kyung            |               |
| 2014        | Dr. Frost                                        | Moon Sung-hyun / Park Dong-hee |               |
| 2014        | Drama Special - "The Reason I'm Getting Married" | Han Seung-wook                 | ep. #1        |
| 2014        | The Full Sun                                     | Gong Woo-jin                   |               |
| 2013        | The Suspicious Housekeeper                       | Jang Do-hyung / Seo Ji-hoon    |               |
| 2013        | The Fugitive of Joseon                           | Lee Jung-hwan                  | 20 episodios  |
| 2012        | Drama Special - "The Flight of the Spoonbill"    | Kyeong-ho                      | ep. #1        |
| 2012        | Reply 1997                                       | Yoon Tae-woong                 | 16 episodios  |
| 2011        | The Princess' Man                                | Shin Myeon                     | 24 episodios  |
| 2010        | Three Sisters                                    | Lee Min-woo                    |               |
| 2009        | Will It Snow for Christmas?                      | Park Tae-joon                  | 16 episodios  |
| 2009        | Cain and Abel                                    | Kang Suk-hoon                  |               |
| 2008        | My Life's Golden Age                             | -                              |               |
| 2008        | My Precious Child                                | Cita de Jang In-ho             |               |
| 2008        | Tazza                                            | Ahn Se-hoon                    | 18 episodios  |
| 2007        | Golden Bride                                     | Kim Young-min                  | 64 episodios  |
| 2007        | Surgeon Bong Dal-hee                             | Dr. Lee Min-woo                | 18 episodios  |
| 2004        | First Love of a Royal Prince                     | Yoon-joon                      |               |
| 2003        | Thousand Years of Love                           | -                              |               |
| 2001        | Nonstop 2                                        | -                              |               |
| 1999        | March                                            | -                              |               |
| 1999        | Jump                                             | -                              |               |
| 1999        | Invitation                                       | -                              |               |

### Películas
| Año  | Título          | Personaje    | Notas |
| ---- | --------------- | ------------ | --- |
| 2016 | Broker          | Min-joon     | junto a Kim Young-kwang, Lee Sung-kyung, Lim Ju-hwan, Chun Ho-jin, Jung Hye-sung, Ko Chang-seok y Jung Man-sik |
| 2012 | The Grand Heist | Kim Jae-joon | junto a Cha Tae-hyun, Oh Ji-ho, Min Hyo-rin, Lee Chae-young, Sung Dong-il, Ko Chang-seok y Shin Jung-geun      |

### Programas de televisión
| Año  | Programa                  | Notas       |
| ---- | ------------------------- | ----------- |
| 2010 | Lucky Strike 300          | presentador |
| 2007 | Road Trip                 | -           |
| 2000 | Achieve the Goal Saturday | -           |

### Videos musicales
| Año  | Grupo / Artista  | Canción               | Notas                |
| ---- | ---------------- | --------------------- | -------------------- |
| 2007 | I (Kim Yong-jin) | "Say Goodbye"         | apareció en el video |
| 2004 | As One           | "For You Not to Know" | apareció en el video |

### Anuncios
| Año  | Título                   | Notas                    |
| ---- | ------------------------ | ------------------------ |
| 2008 | Coliseum Clothing Brands | apareció en los anuncios |
| -    | Unitel                   | apareció en los anuncios |
| -    | Cheers 018 PCS           | apareció en los anuncios |

### Teatro
| Año         | Obra              | Personaje     | Notas |
| ----------- | ----------------- | ------------- | ----- |
| 2008 - 2009 | Music in My Heart | Jang Jae-hyuk | -     |

## Premios y nominaciones
| Año  | Categoría                           | Premio          | Series               | Resultado |
| ---- | ----------------------------------- | --------------- | -------------------- | --------- |
| 2011 | Best New Actor                      | KBS Drama Award | The Princess' Man    | Nominado  |
| 2007 | New Star Award                      | SBS Drama Award | Surgeon Bong Dal-hee | Ganó      |
| 2000 | Model Best 10, Print Model category | Model Center    | -                    | Ganó      |